# Clara-Jumi Kang
Clara-Jumi Kang (en coréen : 강주미) est une violoniste allemande qui vit à Munich.

## Enfance et formation
Clara-Jumi Kang est née le 10 juin 1987 à Mannheim, Allemagne de parents sud-coréens. Elle prend ses premières leçons de violon à l'âge de cinq ans auprès de Valery Gradov (de) à l'école supérieure de musique et d'art dramatique de Mannheim (de),. À sept ans, elle déménage aux États-Unis et reçoit une bourse d'études de la Juilliard School où elle étudie avec Dorothy Delay et Hyo Kang. Plus tard, elle s'inscrit à la Hanns Eisler Hochschule de Berlin et de la Hochschule für Musik und Theater de Munich.

## Carrière
Kang joue professionnellement avec l'Orchestre Symphonique de Hambourg. Elle remporte le Concours International de Musique de Séoul 2009 et la deuxième place au Concours International de Violon Joseph Joachim de Hanovre,. En 2010, elle remporte le premier prix du Concours International de Violon de Sendai  et une médaille d'or au Concours International de Violon d'Indianapolis,,.